# Sveriges alkoholpolitik

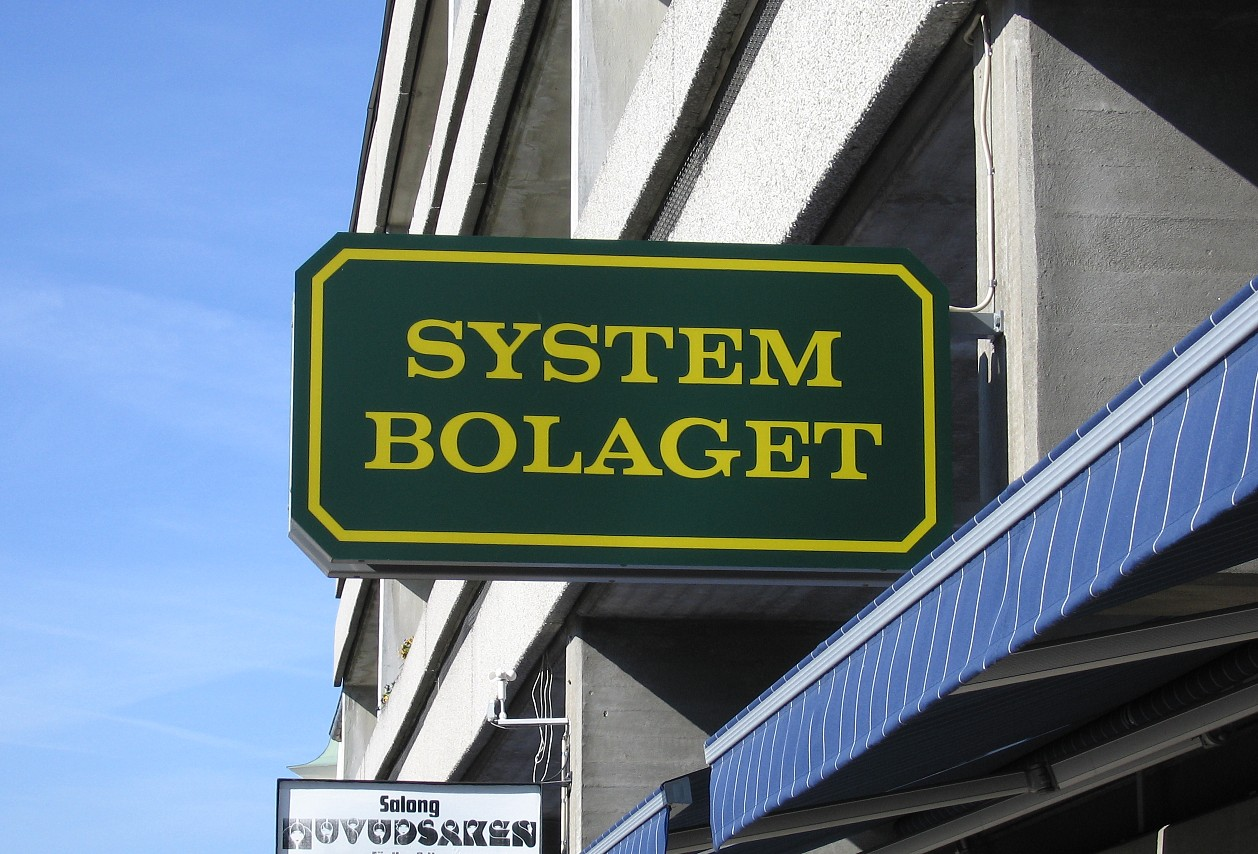
Systembolagsbutik

Sveriges alkoholpolitik syftar officiellt till att minska alkoholkonsumtionen i landet som ett led i att befrämja folkhälsan och minska de skadliga effekterna av alkoholen. Bland annat är målen att tillgången till alkohol ska begränsas, att efterfrågan på alkohol ska minskas, samt att öka kunskapen om konsekvenserna av alkoholdrickande och erbjuda bra vård och behandling. Den svenska regeringens politik är influerad av en rad beslut i EU som har fått till följd att det efter den 1 januari 2004 är tillåtet att ta in större mängd alkoholhaltiga drycker jämfört med tidigare. Statistik från bland andra Socialstyrelsen visar att det genomsnittliga alkoholintaget under år 2006 var tio liter ren alkohol för personer över femton år.

## Historik

### Till och med 1700-talet
Fokus för alkoholpolitiken i Sverige har i långa tider varit spritdrycker, framför allt brännvinet, som var den dryck som framställdes och konsumerades inom landet. Beskattningen av brännvinet har både haft syftet att begränsa supandet och att dra in skatter till staten, samt att se till att spannmål inte användes för brännvinsframställning i tider av spannmålsbrist. Tullavgift infördes 1591 på importerat brännvin.
Första gången en tillverkningsavgift infördes för brännvin framställt i Sverige var 1638. Vid denna tid var avgiften för husbehovsbränning två tredjedelar av den som gällde för kommersiell brännvinsframställning, så kallad salubränning, som bara fick utföras av medlemmar av Bryggarämbetet. Tillståndet för kommersiell framställning drogs vid flera tillfällen in, när spannmålsskörden slog fel, för att lätta på spannmålsbristen.
År 1718 förbjöds husbehovsbränningen, efter att den hade ökat i omfattning. Supandet tycks dock inte ha minskat, och 1731 tilläts därför åter husbehovsbränning för landägande personer på landsbygden, men belades med en avgift "som endast komme brännvinssuparen till last". Husbehovsbränningen blev tillåten endast för dem som ägde minst ett fjärdedels hemman samt för borgare i småstäderna som väsentligen livnärde sig med jordbruk. Alla andra fick skaffa sig sitt brännvin från krogar eller utminuteringsställen. Dessa var i sin tur skyldiga att ta varan från brännerierna, av vilka endast ett begränsat antal skulle få upprättas.
Brännvinet ansågs ha en särskilt skadlig verkan hos samerna, och år 1723 kom en kunglig förordning som bland annat förbjöd utskänkning av brännvin åt samer under marknader. År 1740 utfärdades totalt brännvinsförbud för Lappmarken, med smyghandel och lönnkrögeri som följd. På 1723 års riksdag hade prästen Nils Grubb i Umeå yrkat på ett allmänt brännvinsförbud i hela Sverige, så att ingen fick "varken hava, sälja eller supa brännvin". Han lämnade in en skrift med klagomål över de bedrövliga följderna av dryckenskapen, som spridit sig i hans landsända till den grad att "ingen kyrka funnes, varest icke någon brännvinskrog vore inrättad, där kyrkfolket berusade sig". Riksdagsmännen insåg dock det omöjliga i ett totalförbud. Tanken på ett sådant framkallade särskilt högljudda protester från bönderna på riksdagen, som bedyrade att "brännvinet vore för dem det endaste medikament" – för att inte tala om all den nytta de hade av dranken, för boskapens utfodring.
År 1747 släppte riksdagen husbehovsbränningen fri, men den var fortsatt belagd med avgift. Samtidigt förbjöds bränning till avsalu annat än i större brännerier. För att åstadkomma besparing av säd begärde sekreta utskottet, att Kungl. Maj:t genom brev till landshövdingar och konsistorier skulle uppmuntra folk att bränna av diverse träd- och rotfrukter, "varibland de s. k. potatoes eller jordpäron aktas isynnerhet med nytta kunna användas".
Redan vid nästa riksdag 1751–1752 ändrades förordningen så att gränsen mellan husbehovsbränning och bränning till avsalu så gott som utplånades. Den bränningsavgift, som på förra riksdagen lagts på alla jordbrukare, blev nu utbytt mot en förbrukningsavgift av varje man över femton år, "antingen han nyttjade brännvin eller icke". Man utgick nämligen ifrån "att de flesta av mankönet, om icke dageligen, dock under tiden [allt emellanåt] sig därav betjänade".
I maj 1756 förbjöds tillfälligt all brännvinsbränning på grund av att det rådde spannmålsbrist. Straffet för brännvinsbränning blev 10 daler silvermynts böter och förlust av såväl bränningsapparaterna som varan – till fördel för angivaren, som fick både de 10 dalerna och värdet av det beslagtagna. Men brännvinsförbudet ensamt visade sig inte effektivt nog och kompletterades på hösten samma år med ett påbud att alla brännvinspannor skulle lämnas in till kronomyndigheterna eller förseglas. Beträffande de stora, fast inmurade pannorna var det dock tillräckligt att göra dem obrukbara genom att taga bort "hatten", "bröstet" och piporna samt skära av falsen. Vid denna tidpunkt fanns i Sverige (som då inkluderade Finland) 169 132 brännvinspannor, på en befolkning av ungefär tre miljoner, som lämnades in till myndigheterna.
Inte heller denna åtgärd visade sig dock räcka och det återstod ännu en del pannor som inte lämnats in. De stora inmurade pannorna var det inte alldeles omöjligt att få att fungera igen, och nya bränningsapparater var inte så svåra att tillverka. Straffet höjdes nu åter, för andra resan till 50 dalers böter och för tredje resan till förlust av tjänst och borgarrätt eller i saknad därav för mansperson till 20 par spö och för kvinna till 20 par ris. Fjärde gången någon beträddes med lönnbränning "skulle han försändas till närmaste kronans fästning att där i 3 år hållas i fängelse eller till arbete efter omständigheterna". Förbudet upphävdes till slut av riksdagen år 1760.
Under Gustav III genomfördes flera olika regleringar av brännvinsframställningen. 1 september 1772 förbjöds åter all brännvinsbränning, till följd av 1771 års missväxt. 1775 upphävdes förbudet, på inrådan av Johan Liljencrantz men brännvinsbränningen gjordes till ett statligt privilegium, ett "regale". Avsikten var att förpakta, alltså arrendera ut, bränneriverksamheten, men nådde ingen framgång. Därför utfärdades 14 september 1775 en förordning om statliga kronobrännerier, ett förslag där Georg Gustaf Wrangel var den drivande bakom. 1776 fanns 42 kronobrännerier, och deras antal ökade senare till 61. Produktionen vid dessa var som störst 1785, då den låg på omkring 6 miljoner kannor, eller omkring 16 miljoner liter. 2 maj 1776 infördes en allmän frihet att sälja brännvin, som alltså skulle komma från kronobrännerierna.
En ökande lönnbränning, vid sidan av kronobrännerierna, och missnöje med systemet med kronobrännerier ledde till att detta 1787 ersattes med utarrendering av det statliga bränneriprivilegiet till personer som fick betala för detta i spannmål. Detta kallades arrendebränning, och fortsatte fram till 1798. Samtidigt återinfördes rätten till husbehovsbränning till de som hade haft denna rätt före 1772 års förbud. Efter detta beslut ökade spritkonsumtionen i Sverige kraftigt.

### 1800-talet
Prosten Carl Emanuel Bexell bildade i slutet av 1820-talet Sveriges första nykterhetsförening. Även Peter Wieselgren blev en inflytelserik nykterhetsagitator. Efter politiska kontroverser kring nykterhetsfrågan under 1853-1854 infördes 1855 ny lagstiftning om framställning och försäljning av brännvin, och skatteuttaget höjdes. Vid denna tidpunkt infördes också en åtskillnad mellan utskänkning, alltså krogverksamhet som serverade brännvin på plats, och så kallad minuthandel, som enbart skedde för avhämtning och en kvantitet om minst en halv kanna (1,3 liter), senare en liter.
1860 förbjöds husbehovsbränningen, och har efter dess inte införts igen.

### 1900-talet

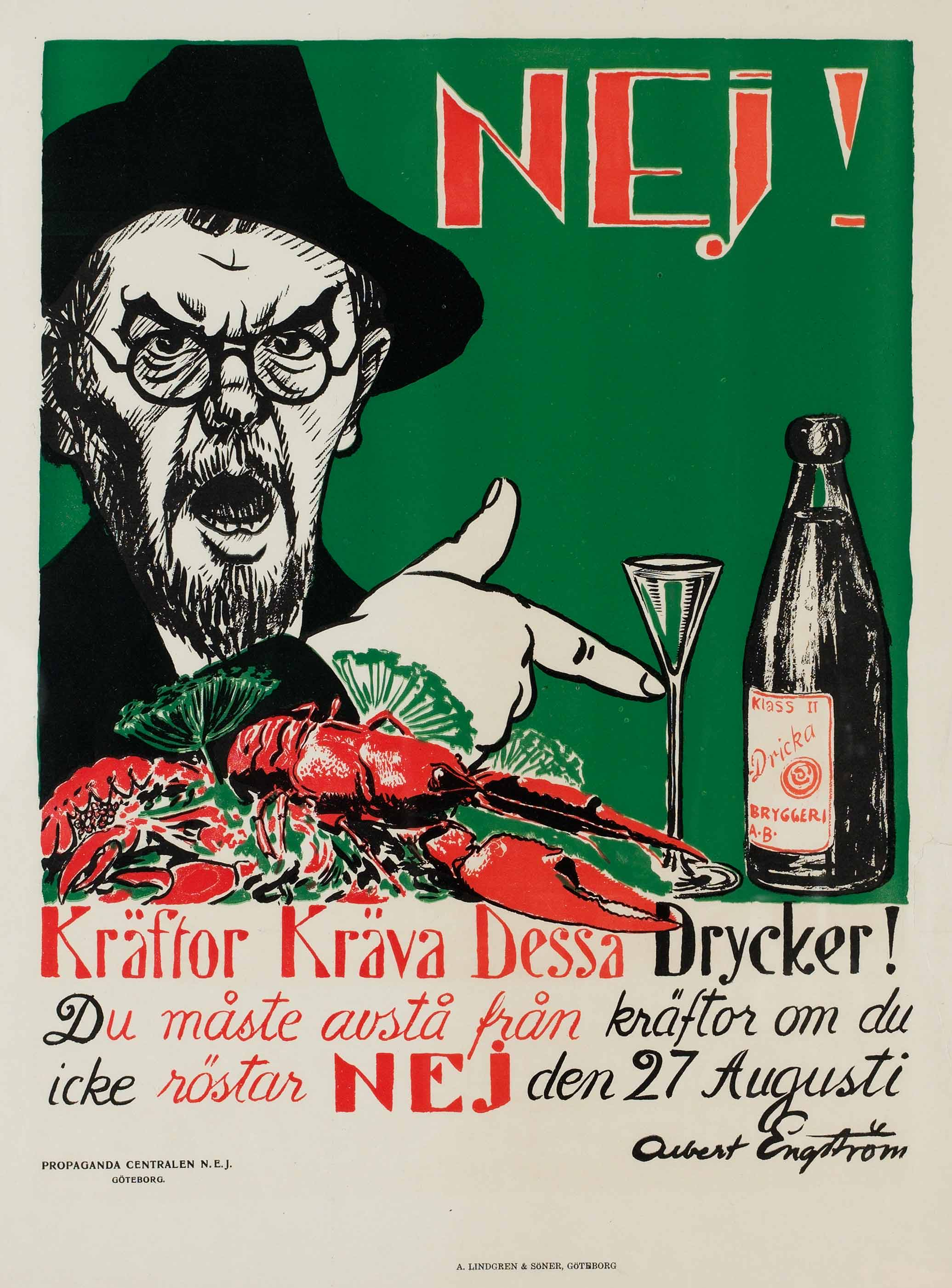
Förbudsmotståndarnas affisch vid svenska alkoholförbudsomröstningen 1922.

Den 27 augusti 1922 sade svenskarna vid en folkomröstning nej till rusdrycksförbud. I USA rådde vid samma tid ett rusdrycksförbud. Däremot tillämpades motboken i Sverige åren 1917-1955. 
Enligt ett beslut 1972 av riksdagen fick detaljförsäljning eller servering inte ske till en person som kunde antagas vara under 18 år. Dessförinnan gällde serveringsåldersgränsen 16 år.  Staten ägde mellan 1974 och 1986 en majoritet av bryggeriet Pripps, som då var landets största. 
På dåvarande svenske socialministern Karin Söders initiativ stängde Systembolaget på lördagarna i början av 1980-talet, vilket gällde fram till runt 2000-2001.
När Sverige gick med i EU efter folkomröstningen den 13 november 1994 fanns en viss oro för att alkoholkonsumtionen skulle stiga i Sverige. Oro fanns över vad som skulle hända med alkoholpolitiken i Sverige, men dåvarande europaminister Ulf Dinkelspiel lovade att svenskarna även i fortsättningen ska få bestämma över sin egen alkoholpolitik. Sverige fick till en början undantag från EU:s regler att så gott som obegränsade mängder alkohol ska få föras över gränserna, men fick dock höja införselkvoten för vin och öl till tre liter mot tidigare en liter för vin respektive 15 liter mot tidigare två liter för ölen. Dessa regler skulle emellertid enbart gälla under en övergångsperiod under två år och sedan skulle frågan prövas på nytt år 1996. När det var dags att omförhandla, krävde EU-kommissionen att Sverige, Danmark och Finland skulle släppa sina undantagsregler och övergå till de gemensamma införselreglerna för hela EU. Den dåvarande svenska regeringen protesterade och lyckades förlänga undantaget fram till den 30 juni 2000. I den överenskommelsen stod det att Sverige var tvunget att gå med på de gemensamma införselreglerna i EU.
Det var dags att omförhandla undantagsreglerna igen under hösten 1999 och våren 2000. Dåvarande finansminister Bosse Ringholm begärde under ett möte med EU-kommissionären, som hade ansvaret för EU:s inre marknad, Frits Bolkestein i Bryssel den 31 januari 2000, att Sveriges undantag skulle fortsätta att gälla till år 2005. Dock svarade Bolkestein att Sverige skulle upphöra med undantagen redan den 1 juli 2000 istället. Det uppnåddes en kompromiss när kommissionen i april 2000 lade fram sitt förslag. Frits Bolkestein drog tillbaka sitt krav på att Sveriges undantag skulle upphöra i utbyte mot att införselkvoterna på öl från 15 till 24 liter, och vinkvoten från 5 till 20 liter i tre och ett halvt år då EU:s gemensamma införselkvoter skulle gälla fullt ut. Kommissionens förslag antogs sedan enhälligt av ministerrådet. 
Efter de överenskomna tre och ett halvt åren, det vill säga den 1 januari 2004, började EU:s gemensamma införselkvoter att gälla och var och en kan ta in 20 liter starkvin, 90 liter vin och 110 liter öl till Sverige. En privatperson kan ta in ytterligare utöver dessa kvoter om man kan bevisa att det är för privatbruk.